# هنريك ساندبرغ
هنريك ساندبرغ (بالدنماركية: Henrik Sandberg)‏ هو منتج أفلام دنماركي، ولد في 15 مايو 1915 في كوبنهاغن في الدنمارك، وتوفي في 19 مارس 1993.

## وصلات خارجية
- هنريك ساندبرغ على موقع IMDb (الإنجليزية)
- هنريك ساندبرغ على موقع أول موفي (الإنجليزية)
- هنريك ساندبرغ على موقع قاعدة بيانات الأفلام السويدية (السويدية)
- هنريك ساندبرغ على موقع قاعدة بيانات الفيلم (الإنجليزية)
- هنريك ساندبرغ على موقع كينوبويسك (الروسية)